# Buenavista (Guimaras)
Buenavista è una municipalità di quarta classe delle Filippine, situata nella provincia di Guimaras, nella regione del Visayas Occidentale.
Buenavista è formata da 36 baranggay:
- Agsanayan
- Avila
- Banban
- Bacjao (Calumingan)
- Cansilayan
- Dagsa-an
- Daragan
- East Valencia
- Getulio
- Mabini
- Magsaysay
- Mclain
- Montpiller
- Navalas
- Nazaret
- New Poblacion (Calingao)
- Old Poblacion
- Piña

- Rizal
- Salvacion
- San Fernando
- San Isidro
- San Miguel
- San Nicolas
- San Pedro
- San Roque
- Santo Rosario
- Sawang
- Supang
- Tacay
- Taminla
- Tanag
- Tastasan
- Tinadtaran
- Umilig
- Zaldivar